# Kotasaari (ö i Kajanaland, Kajana, lat 64,41, long 27,85)
Kotasaari är en ö i Finland. Den ligger i Kiehimänjoki och i kommunen Paldamo och landskapet Kajanaland, i den centrala delen av landet, 500 km norr om huvudstaden Helsingfors. Öns area är 1,7 hektar och dess största längd är 330 meter i sydöst-nordvästlig riktning.